# Доктусов, Николай Петрович
Николай Петрович Доктусов (20 февраля [4 марта] 1883, Солодники, Черноярский уезд, Астраханская губерния — 27 июля 1959, Москва) — профессор Московской духовной академии, заместитель председателя ОВЦС МП .

## Биография
Родился 20 февраля 1883 года в селе Солодники Черноярского уезда Астраханской губернии в семье священника.
Учился в Астраханском духовном училище и Астраханской духовной семинарии. В 1907 году окончил Казанскую духовную академию со степенью кандидата богословия за работу «Второе послание к Солунянам св. ап. Павла (Опыт экзегетического анализа)» и правом на соискание степени магистра без дополнительных устных испытаний. По решению Совета академии был оставлен профессорским стипендиатом на кафедре Священного Писания Нового Завета.
В 1907—1908 году прослушал краткосрочный курс отделения словесности при историко-филологическом факультете Казанского университета для преподавателей средних учебных заведений.
В 1908—1909 году преподавал литературу, латинский и русский языки во 2-й и в 3-й женских гимназиях, а в 1910—1919 годах — в 1-й мужской гимназии г. Царицына.
В 1919 году — директор 1-й мужской гимназии по выборам.
С 1919 года — лектор Царицынского университета на педагогическом отделении. С 1920 года преподавал те же предметы в г. Новороссийске и состоял председателем Педагогического совета Новороссийской гимназии по выборам. В 1920—1923 годах преподавал в рабочем техникуме г. Туапсе.
Был преподавателем и лектором военных школ: школы красноармейских частей 10-й армии (1919), школы красноармейцев при 31-й дивизии 3-го батальона 3-го стрелкового полка 32-й бригады (1920) и Морской обороны восточного сектора Чёрного моря (1921—1923).
В 1920-е годы переехал в Москву. Преподавал на рабочем факультете при Московском химико-технологическом институте им. Д. И. Менделеева (1923—1933), во Всесоюзном институте журналистики (1931—1938), в Институте красной профессуры (1933—1938), в Московском институте истории, философии и литературы (1938—1941), а также на Центральных газетных курсах (1938—1939, 1942—1944) и в Московском техникуме машиностроения им. С. Орджоникидзе (1942—1944).
В 1944 году был приглашен в число преподавателей открывшихся Православного богословского института и Богословско-пастырских курсов в Москве, преобразованных в августе 1946 года в Московскую духовную академию и семинарию. Доктусов быстро включился в научно-богословскую работу и, еще будучи доцентом, начал вести самостоятельный академический лекционный курс Священного Писания Нового Завета, основываясь на разработках профессора Н. Н. Глубоковского. Также преподавал в академии славянский и латинский языки, а с 1954 года — факультативный курс основ педагогики.
В 1949 году Николай Петрович представил в Совет академии труд «Армянская Церковь: (История ее взаимоотношений с Церковью Вселенской; ее вероучение и обряды сравнительно с православными)», за который в 1950 году был удостоен степени магистра богословия. Эта диссертация стала ценным вкладом в дело взаимопонимания и сближения Русской Православной и Армянской Церквей. В том же году получил звание профессора с назначением на академическую кафедру Священного Писания Нового Завета (которую возглавлял до кончины), а также должность секретаря Совета академии и семинарии.
1 августа 1951 году был назначен инспектором Московской духовной академии и семинарии. В это же время ректором Академии стал протоиерей Константин Ружицкий — вместе с ним и с ученым секретарем Николаем Ивановичем Муравьёвым Доктусов составлял «начальственную тройку»: 
«постоянно их можно было видеть только втроем. Все вопросы решали сообща, советуясь друг с другом. Поэтому за время их правления в академии и семинарии все было в порядке. И нам, учащимся, они показывали пример дружбы и сотрудничества. Чувствовалось, что они имели настоящее христианское воспитание, высокую культуру и душевное расположение к ближним».
Среди педагогов академии Николай Петрович приобрел репутацию «ходячей энциклопедии» по богословским, церковно-историческим и языковедческим вопросам. В июле 1948 года на Совещании представителей Поместных Православных Церквей он принял участие как докладчик и секретарь в работе комиссии «Экуменическое движение и Православная Церковь». К работе Комиссии о положении Святой Горы Афонской в рамках того же Совещания по поручению священноначалия подготовил доклад о состоянии русского православного иночества на Афоне. В 1953 году представлял русскую богословскую школу в составе 1-й делегации Русской Православной Церкви в ФРГ.
15 сентября 1956 года был освобожден от должности инспектора и чтения лекций с назначением ученым секретарем Учебного комитета, а также заместителем председателя ОВЦС.
На новой должности Доктусов составил проекты уставов духовных академий и семинарий, в которых большая часть положений была разработана заново. Существенным отличием проектов его уставов от других уставов духовных школ стали содержащиеся в них основы методики семинарского преподавания, описание порядка проведения экзаменов, установление критерия балловой оценки знаний учащихся.
В 1956 году в связи с ухудшением здоровья Доктусова патриарх Алексий I назначил ему персональную пенсию.
Скончался 27 июля 1959 года в Москве. 30 июля было совершено отпевание в Богоявления соборе в Елохове протопресвитером Николаем Колчицким. Похоронен в Москве.

## Отзывы современников
«Начитанный, блестяще образованный, он мог основательно ответить на любой вопрос — не только на богословский. При встрече с ним многие ощущали некое беспокойство — он был очень серьезный и строгий.» — Трофимчук Марк Харитонович.
«Инспектор Академии магистр богословия профессор Николай Петрович Доктусов (1883—1959) читал Священное Писание. Читал по конспекту, но часто отвлекался — широкие знания не позволяли ему сосредоточиться на какой-либо узкой теме, увлекали его в самые неожиданные для нас области. У нас сложилось мнение, что профессор Н. П. Доктусов знает все, что возможно знать человеку, и мы называли его „ходячей энциклопедией“. В любое рабочее время к нему можно было обратиться с любым вопросом в полной уверенности, что будет получен обоснованный ответ. Он был интеллигентнейшим человеком высочайшей духовной культуры. Своего собеседника он не упрекал и не ставил в неловкое положение даже самыми, казалось бы, невинными словами, вроде: вы не правы, вы не убедительно говорите, вы не разобрались в деле… Все это он обнаруживал, но деликатно, уважительно, спокойно — и этим вызывал у собеседника еще больше симпатии к себе. Этим Инспектор Московской Академии напоминал мне Инспектора Минской Семинарии. Замечания некомпетентные, недоброжелательные, лицемерные Николай Петрович аккуратно, но настойчиво отклонял. К предложениям же добрым, разумным прислушивался и следовал им.» — Скурат Константин Ефимович.

## Награды
- орден Антиохийской Православной Церкви свв. апп. Петра и Павла (1951, от патриарха Антиохийского и всего Востока Александра III)

## Сочинения
- Второе послание к Солунянам св. ап. Павла (Опыт экзегетического анализа): диссертация на соискание степени кандидата богословия.
- Армянская Церковь: (История ее взаимоотношений с Церковью Вселенской; ее вероучение и обряды сравнительно с православными): диссертация на соискание степени магистра богословия.
- Краткий очерк истории Армянской Церкви до окончательного ее отпадения от Церкви Вселенской (1197). Был зачитан на годичном акте 14 декабря 1949 г.
- Встреча трех Патриархов // ЖМП. 1950. № 9. С. 3-20.
- Пострижение в монашество // ЖМП. № 4. С. 19.
- Начало учебного года в Московских духовных школах // ЖМП. 1950 № 10 С. 59.
- Бортнянский Д. С. // ЖМП. С. 49-52.
- [Рец. на кн.:] РПЦ в борьбе за мир: Постановления, послания, обращения, призывы, речи и статьи (1948—1950 гг.) Изд. МП, 1950 // ЖМП. № 12. С. 60.
- Годичный акт в Московской Духовной академии и Семинарии // ЖМП. 1950 № 11 стр. 53.
- Православная Церковь и мир // ЖМП. 1951. № 1. С. 8-10.
- В МДАиС // ЖМП. 1952. № 11. С. 57.
- Митр. Крутицкий и Коломенский Николай, как церк.-общественный оратор // ЖМП. № 5. С. 51-59.
- Годичный акт в Московской Духовной академии // ЖМП. 1954№ 1 стр. 77.
- Магистерский коллоквиум: [Прот. А. М. Державин. «Четьи-Минеи» свт. Димитрия Ростовского как церк.-ист. и лит. памятник] // ЖМП. 1954. № 4. С. 75-76.
- Защита магист. дис.: [Доц. А. И. Иванов. «Критические изд-я новозаветного текста и принятый Правосл. Церковью текст»] // ЖМП. 1956. № 6. С. 16-17.